# West Milford (Virginia Occidentale)
West Milford è un comune degli Stati Uniti d'America, situato nello Stato della Virginia Occidentale, nella contea di Harrison.